# Millennium Biltmore Hotel
The Biltmore Los Angeles, originalmente el Millennium Biltmore Hotel, es un hotel histórico inaugurado en 1923 y ubicado frente a Pershing Square en el centro de Los Ángeles, California.

## Historia
El Biltmore Los Angeles abrió sus puertas el 1 de octubre de 1923. Fue desarrollado por la cadena nacional de hoteles Bowman-Biltmore. En ese momento, era el hotel más grande de Estados Unidos al oeste de Chicago.
El hotel fue vendido al propietario del club nocturno Baron Long en 1933, en plena Gran Depresión. Long también era dueño del U. S. Grant Hotel en San Diego y había desarrollado el resort Agua Caliente en Tijuana. Renovó durante mucho tiempo el hotel y lo renombró The Biltmore Hotel. Estableció el Biltmore Bowl, el club nocturno más grande del mundo, en el sótano del hotel.
En 1951, Los Angeles Biltmore Hotel Company fue vendida a Corrigan Properties por más de 12 millones de dólares. En 1969, el Hotel Biltmore fue designado Monumento Histórico-Cultural de Los Ángeles por la Ciudad de Los Ángeles. El decadente hotel se vendió por 5 millones de dólares en 1976 al promotor Gene R. Summers y su socia comercial Phyllis Lambert. Gastaron millones más para restaurar el hotel durante los siguientes cinco años, antes de venderlo a Westgroup Inc. en 1984. Westgroup remodeló la propiedad según los diseños del arquitecto de Seattle Barnett Schorr.Las habitaciones de huéspedes en la parte trasera de la estructura, frente a Grand Avenue, se convirtieron en espacio de oficinas conocido como Biltmore Court. Directamente adyacente a Grand Avenue, se construyó una torre de oficinas contigua de 24 pisos en la propiedad, la Torre Biltmore. La parte restante del hotel que da a Pershing Square fue completamente renovada.
Regal Hotels compró The Biltmore en 1996 y pasó a llamarse Regal Biltmore Hotel. Regal se vendió a Millennium & Copthorne Hotels en 1999 y el hotel pasó a llamarse Biltmore Los Angeles el 9 de abril de 2001. El hotel cuenta con 70.000 pies cuadrados (6.500 m2) de espacio para reuniones y banquetes. De sus 1500 habitaciones originales ahora tiene 683, debido a la reorganización de las habitaciones.